# Fabbrica vagoni di Danzica
La Fabbrica di vagoni di Danzica (in tedesco: Waggonfabrik Danzig, Deutsche Wagenbau-und Leihgesellschaft mbH, Danziger Waggonfabrik AG) è stata un'azienda produttrice di vagoni ferroviari, tram e filobus, con sede a Danzica sul sito dell'attuale Cantiere settentrionale.

## Storia
La società fu fondata nel 1898 a Danzica, all'epoca parte dell'Impero tedesco, con il capitale della Deutsche Stahlwerke GmbH di Essen e la produzione venne iniziata il 10 ottobre 1899. La fabbrica facevaa parte di una società a responsabilità limitata, la Deutsche Wagenbau und Leihgesellschaft GmbH. Inizialmente furono prodotti circa 600 vagoni merci e 80 vagoni passeggeri di III e IV classe. Il livello di occupazione nel 1899 era di 150 impiegati, nel 1906 di 533, e 430 nel 1910.. Nel primo decennio, il numero di vagoni prodotto è aumentato a 750 vagoni l'anno, con circa 680 carri merci e 70 vetture passeggeri di III classe.

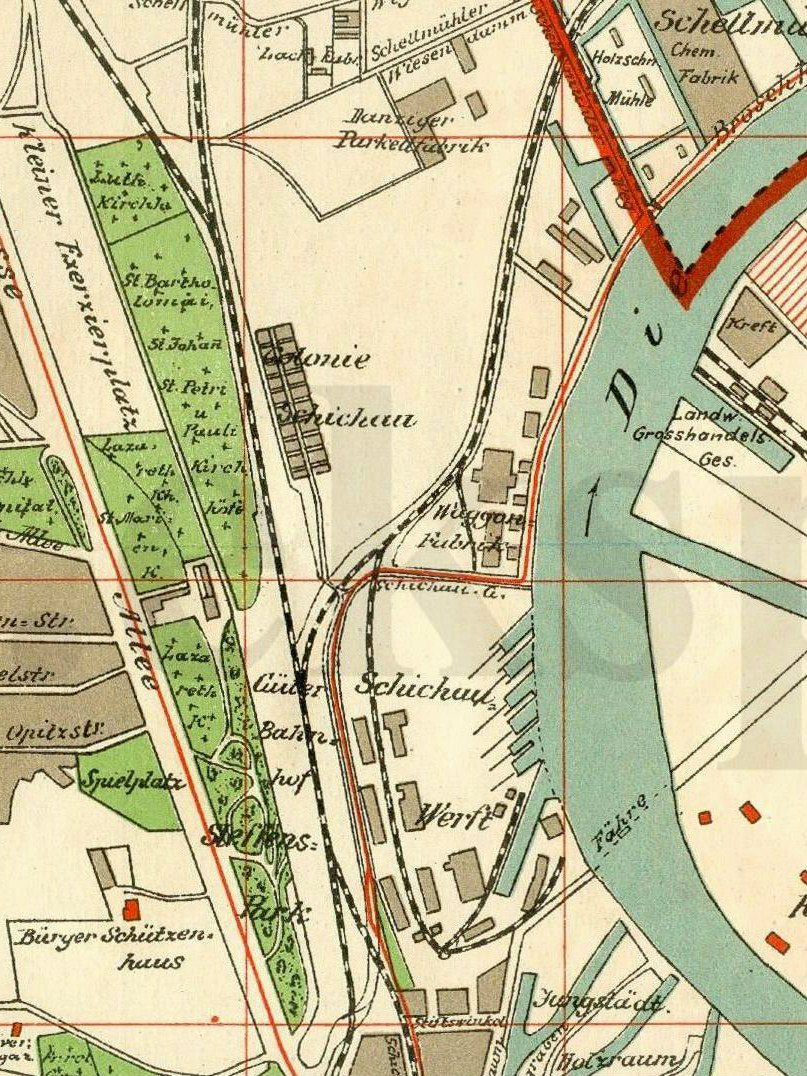
La pianta della fabbrica nel 1912

La fabbrica era localizzata adiacente al cantiere Schichau.
Dopo la fine della prima guerra mondiale, dalla quale l'Impero tedesco era uscito sconfitto, con il trattato di Versailles Danzica divenne una città libera sotto il controllo indiretto della Società delle Nazioni. La fabbrica di vagoni venne controllata dalla società che era subentrata nel controllo dell'ex Cantiere navale imperiale. La società denominata "International Shipbuilding and Engineering Company Limited", è stata più comunemente indicata con il suo nome semplificato in tedesco: Danziger Werft. Il nome completo in tedesco della società era Danziger Werft und Eisenwerkstatten Aktiengesellschaft, letteralmente Società per azioni Cantieri navali e Officine ferroviarie di Danzica.
Dal 1925 venne avviata nella fabbrica la produzione di tram che dal 1928 vennero prodotti per la capitale polacca Varsavia, con il primo lotto di 26 veicoli consegnati nel 1929, il secondo nel 1930 di 21 veicoli e l'ultima consegna di 20 vetture avvenuta nel 1939.
Dopo lo scoppio della seconda guerra mondiale la città di Danzica venne incorporata alla Germania il 2 settembre 1939, il giorno dopo l'inizio della Campagna di Polonia e nei primi anni dell'occupazione i tram prodotti nella fabbrica Danzica circolarono anche a Berlino. Nel 1942-43, furono prodotti filobus su telaio Henschel con motori AEG. Nel 1943, i primi 10 filobus, in relazione alle restrizioni materiali causate dalla guerra, originariamente previsti per l'uso sulle linee di Danzica, al posto dei più costosi tram, entrarono in funzione per il collegamento Gdynia. Questi filobus erano numerati da 201 a 210 ed erano equipaggiati con rimorchi passeggeri, anch'essi fabbricati nello stabilimento di Danzica.
Nel 1944-45, per ordine di Kriegsmarine, furono prodotti cacciasommergibili (lunghezza: 34,9 m, potenza: 7.500 bhp, dislocamento: circa 100 tonnellate, velocità massima: 42 nodi). Sono stati varati 8 esemplari e altri 90 erano stati programmati. Nella fabbrica sono stati prodotti anche barchini esplosivi senza equipaggio controllati a distanza.
Dopo la seconda guerra mondiale con la sconfitta tedesca la città di Danzica venne incorporata alla Repubblica Popolare di Polonia.
Il 14 giugno 1945, il dipartimento marittimo del ministero dell'Industria ha costituito l'Unione cantieri navali polacchi (in polacco: Zjednoczone Stocznie Polskie; acronimo: ZSP) con sede a Danzica. Le prime decisioni furono quelle di nominare commissioni incaricate di subentrare ai russi nei cantieri da loro occupati; queste attività furono completate il 30 agosto 1945 e coinvolgevano la gestione di 11 cantieri che operavano prima della guerra nella Città Libera di Danzica. Queste imprese erano così numerate:
- Cantiere n. 1 - ex cantiere navale di Danzica (Danziger Werft)
- Cantiere n. 2 - ex cantiere navale Schichau
- Cantiere n. 3 - ex fabbrica di vagoni
- Cantiere n. 4 - ex cantiere navale Wojan.

Inizialmente venne ipotizzato l'uso, nei primi anni, dei soli impianti di maggiori dimensioni, principalmente per le riparazioni navali, è stato individuato nell'ex Danziger Werft quello con le maggiori potenzialità e in tale stabilimento il 13 settembre 1945 sono state avviate le prime riparazioni navali. Allo stesso tempo le costruzioni navali vennero avviate negli altri stabilimenti di Danzica. Nel Cantiere navale n. 2 vennero costruiti ponti e strutture in acciaio e motori a vapore. Nel Cantiere navale n. 3 si procedette alla costruzione di pescherecci e scialuppe di salvataggio per la Marina polacca e nel Cantiere n. 4 venne avviata la ristrutturazione di chiatte e navi fluviali. Nel 1946, fu deciso che l'industria della costruzioni navali dovesse svilupparsi come parte di un'economia pianificata a livello nazionale.
Il 19 ottobre 1947 venne istituito il Cantiere navale di Danzica, incorporando gli attigui stabilimenti dell'ex Danziger Werft e dell'ex Schichau Werft. Nel 1950, conformemente all'ordinanza del Ministro della navigazione del 20 febbraio, l'Unione cantieri navali polacchi venne trasformata in Industria Centrale di costruzioni navali (in polacco: Centralny Zarząd Przemysłu Okrętowego; acronimo: CZPO) che raggruppava quattro imprese di proprietà statale: Cantiere navale di Danzica, Cantiere navale settentrionale (ex fabbrica vagoni), Cantiere navale di Gdynia e Cantiere navale di Stettino.